# تپه گورستان شیویار
تپه قبرستان شیویار مربوط به دوره ساسانیان است و در شهرستان میانه، بخش کندوان، دهستان تیرچای، ۸۰۰ متری جنوب روستای شیویار واقع شده و این اثر در تاریخ ۲۷ اسفند ۱۳۸۶ با شمارهٔ ثبت ۲۲۷۲۲ به‌عنوان یکی از آثار ملی ایران به ثبت رسیده است.